# Asiaceratops
Asiaceratops là một chi khủng long, được Nessov & Kaznyshkina vide Nessov Kaznyshkina & Cherepanov mô tả khoa học năm 1989.